# Mardi Gras Film Festival
Il Mardi Gras Film Festival è un festival cinematografico LGBTQ+ australiano che si tiene ogni anno a Sydney, Nuovo Galles del Sud, come parte delle celebrazioni del Sydney Gay and Lesbian Mardi Gras. È organizzato dalla Queer Screen Limited, un'organizzazione senza scopo di lucro, ed è una delle più grandi piattaforme al mondo per il cinema queer.

## Storia
L'Australia ha avuto il primo festival di film gay al mondo, intitolato A Festival of Gay Films alla Sydney Filmmakers Co-op nel giugno 1976, come parte di una più ampia commemorazione dei moti di Stonewall a New York nel 1969.
Inaugurato nel 1978 come il Gay and Lesbian film festival dall'Australian Film Institute, il festival cinematografico si è unito al Mardi Gras nel 1986 per presentare un annuale Sydney Gay Film Week in collaborazione con la sfilata. Queer Screen ha preso il controllo del festival nel 1993. Oltre al Mardi Gras Film Festival, Queer Screen organizza il Queer Screen Film Fest, My Queer Career e il queerDOC come parte del suo obiettivo di celebrare e promuovere la cultura cinematografica queer australiana ed internazionale in tutta la sua diversità e ricchezza. Nel 2021 si è passati al festival ibrido online e di persona, per adattarsi a un panorama Covid.